# جوشوا هيل (لاعب كرة قاعدة)
جوشوا هيل (بالإنجليزية: Joshua Hill)‏ هو لاعب كرة قاعدة أسترالي، ولد في 27 مارس 1983 في أرمدايل ‏ في أستراليا.

## وصلات خارجية
- جوشوا هيل على موقع دوري كرة القاعدة الرئيسي (الإنجليزية)
- جوشوا هيل على موقعبيزبول رفرنس.كوم (الدوري الثانوي) (الإنجليزية)
- جوشوا هيل على موقع مشجعي الرسوم البيانية (الإنجليزية)